# Adelphomyia excelsa
Adelphomyia excelsa är en tvåvingeart som först beskrevs av Alexander 1928.  Adelphomyia excelsa ingår i släktet Adelphomyia och familjen småharkrankar.
Artens utbredningsområde är Taiwan. Inga underarter finns listade i Catalogue of Life.